# Население Гайаны

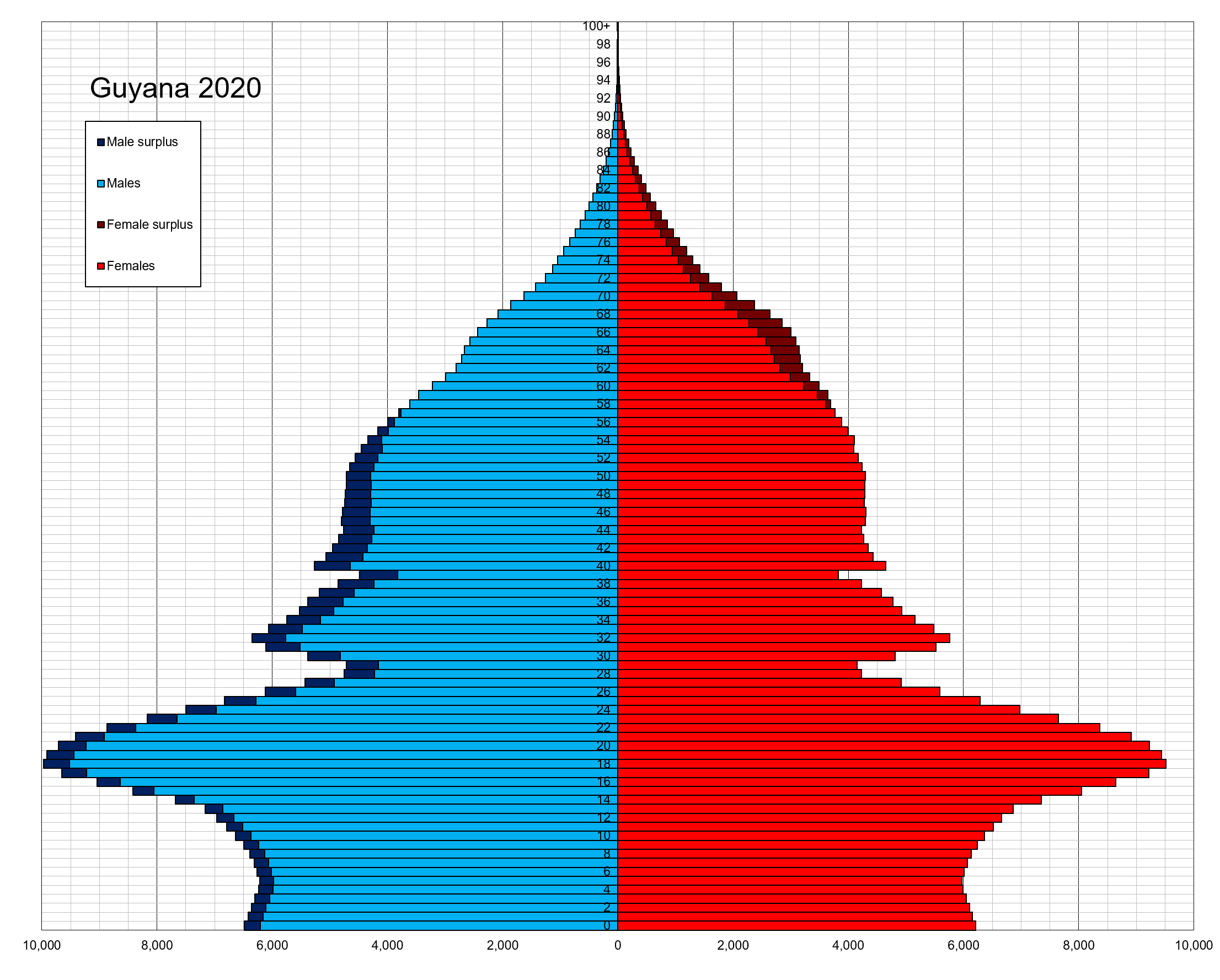
Возрастно-половая пирамида населения Гайана на 2020 год

Численность населения — 0,77 млн (оценка на июль 2009).
Около 90 % проживает в прибрежных районах.
Годовой прирост населения — 0,2 % (высокий уровень эмиграции из страны)
Рождаемость — 17,6 на 1000
Смертность — 8,3 на 1000
Эмиграция — 7,4 на 1000
Средняя продолжительность жизни — 66,7 лет
Заражённость вирусом иммунодефицита (ВИЧ) — 2,5 % (оценка на 2007 год).
Этно-расовый состав: 43,5 % — индийцы, 30,2 % — афроамериканцы, 16,7 % — смешанного происхождения (метисы и мулаты), 9,1 % — индейцы, 0,4 % — другие (португальцы, китайцы, арабы) (по переписи 2002 года).
Языки: английский (официальный), креольский (на основе английского), карибский хиндустани (диалект бходжпури), индейские языки.
Религии: индуисты 28,4 %, пятидесятники 16,9 %, католики 8,1 %, англикане 6,9 %, адвентисты седьмого дня 5 %, методисты 1,7 %, свидетели Иеговы 1,1 %, другие христиане 17,7 %, мусульмане 7,2 %, другие 4,3 %, атеисты 4,3 % (по переписи 2002 года).
Индейцы составляют большинство населения в трех регионах Гайаны (по переписи 2002 года): Барима-Уайни — 62,24 %, Потаро-Сипаруни — 75,91 %, Аппер-Такуту — Аппер-Эссекибо — 89,20 %.
Индийцы Гайаны (выходцы из стран Южной Азии) составляют большинство населения в трех регионах (по переписи 2002 года): Эссекибо-Айлендс — Уэст-Демерара — 65,47 %, Махайка-Бербис — 57,76 %, Ист-Бербис — Корантайн — 68,68 %.
Негры по переписи 2002 года, составляют большинство населения в регионе Аппер-Демерара — Бербис — 54,98 %. В регионе Померун-Супенаам 47,91 % составляют индийцы, 22,06 % — население смешанного происхождения и 16,27 % — индейцы. В регионе Демерара-Махайка 41,67 % составляют негры и 37,54 % — индийцы. В регионе Куюни-Мазаруни 41,69 % составляют индейцы, 37,58 % — население смешанного происхождения и 11,61 % — негры.

## Население Гайаны
| Год            | Население |
| -------------- | --------- |
| 1              | 20 000    |
| 1500           | 200 000   |
| 1800           | 100 000   |
| 1850           | 127 700   |
| 1860           | 148 000   |
| 1870           | 193 500   |
| 1880           | 252 200   |
| 1890           | 278 300   |
| 1900           | 287 000   |
| 1910           | 301 000   |
| 1920           | 303 000   |
| 1930           | 309 000   |
| 1940           | 344 000   |
| 1950           | 423 000   |
| 1960           | 569 000   |
| 1970           | 709 000   |
| 1980           | 758 600   |
| 1990           | 796 000   |
| 2000           | 857 400   |
| 2010           | 790 100   |
| 2030 (прогноз) | 1 086 000 |

## 3 крупнейших города (2010)
1. Джорджтаун — 141 000
2. Линден — 31 000
3. Новый Амстердам — 16 000